# Petr Packert
Petr Packert (* 22. Februar 1943 in Prag; † 23. April 2003 ebenda) war ein tschechischer Fußballspieler und -trainer. Er war vor allem in Griechenland tätig, 1986 gewann er mit Panathinaikos Athen das Double aus Meisterschaft und Pokal.

## Spielerkarriere
Packert begann mit dem Fußballspielen als junger Schüler bei FC Bohemians Prag. Mit 18 Jahren trat er seinen Wehrdienst an und spielte die nächsten beiden Jahre für Dukla Prag, ohne allerdings in der ersten Mannschaft eingesetzt zu werden.
Sein Erstligadebüt gab der Mittelfeldspieler im Frühjahr 1964 im Spiel gegen VSS Košice. Der später auf der Vorstopper-Position eingesetzte Packert blieb den Kängurus bis 1976 treu, seine Laufbahn ließ er anschließend beim Prager Klub TJ Modřany ausklingen.
Für Bohemians Prag bestritt Packert insgesamt 616 Liga-, Pokal- und Freundschaftsspiele.
In der 1. Tschechoslowakischen Liga lief er 141 Mal auf und erzielte zwölf Tore.

## Trainerkarriere
Seine Trainerlaufbahn begann Packert 1977 bei der tschechoslowakischen U16-Auswahl. Er betreute die Mannschaft, die 1979 zur U18 geworden war, bis 1981. Von 1982 bis 1983 war er zusammen mit Milan Bokša für die U21-Nationalmannschaft seines Landes verantwortlich.
1984 ging er nach Griechenland und war zunächst Manager, später Trainer bei OFI Kreta. In der Saison 1985/86 coachte der Tscheche Panathinaikos Athen und war überaus erfolgreich. Die Mannschaft gewann nicht nur die griechische Meisterschaft, sondern auch den nationalen Pokalwettbewerb. Dennoch wurde er entlassen. Bis 1989 trainierte Packert mit einer Unterbrechung Ethnikos Piräus, 1990/91 arbeitete er bei PAS Ioannina.
Zwei Jahre später wagte er eine Rückkehr zu Bohemians Prag, zu Beginn der Saison 1992/93 wurde er als Manager eingestellt. Als Trainer übernahm er die Mannschaft in der Rückrunde der Saison 1992/93, wurde aber schon nach der Hindrunde der folgenden Saison 1993/94 entlassen. Packert zog es erneut nach Griechenland, diesmal zum Zweitligisten Pagkorinthiakos aus Korinth. Mitte der 1990er Jahre kehrte er noch einmal nach Tschechien zurück und trainierte kurze Zeit Tatran Poštorná in der 2. Liga.
Ein Angebot von einem Großklub bekam Packert nicht mehr, 1997/98 arbeitete er bei ES Sétif in Algerien, 2001/02 trainierte er die südkoreanische Mannschaft Chunnam Dragons. Außerdem war Packert bei Mamelodi Sundowns in Südafrika tätig. Nach der Weltmeisterschaft 2002 arbeitete er bei Skoda Xanthi, allerdings nicht als Cheftrainer.
Petr Packert starb am 23. April 2003 in einem Prager Krankenhaus an Lungenkrebs.
| Personendaten    | Personendaten                             |
| ---------------- | ----------------------------------------- |
| NAME             | Packert, Petr                             |
| KURZBESCHREIBUNG | tschechischer Fußballspieler und -trainer |
| GEBURTSDATUM     | 22. Februar 1943                          |
| GEBURTSORT       | Prag                                      |
| STERBEDATUM      | 23. April 2003                            |
| STERBEORT        | Prag, Tschechien                          |